# 文貞福
文貞福（：／ Moon Jeong-bok，1967年1月10日—），大韓民國自由派政治人物，第21屆國會議員。